# Ярославка (Одесская область)
Ярославка (укр. Ярославка) — село, относится к Саратскому району Одесской области Украины.
Население по переписи 2001 года составляло 1376 человек. Почтовый индекс — 68260. Телефонный код — 4848. Занимает площадь 2,04 км². Код КОАТУУ — 5124587701.

## Местный совет
68260, Одесская обл., Саратский р-н, с. Ярославка, ул. Первомайская, 4

## Известные жители и уроженцы
- Чешенко, Лидия Григорьевна (род. 1941) — Герой Социалистического Труда.